# Schwerpunktsatz
Der Schwerpunktsatz (auch Massemittelpunktsatz) ist ein Lehrsatz aus der Mechanik. Er besagt, dass sich der Massenmittelpunkt (Schwerpunkt) eines Systems von Punktmassen so bewegt, als ob die Massen aller einzelnen Massenpunkte in ihm vereinigt wären und sämtliche Kräfte, die von außen auf die Massenpunkte an ihren jeweiligen Positionen wirken, zusammengenommen nur auf ihn wirken würden. Dagegen haben Innere Kräfte, d. h. Kräfte zwischen den einzelnen Massenpunkten des Systems, keine Auswirkung auf die Bewegung des Schwerpunkts.
Der Schwerpunktsatz gilt insbesondere für räumlich ausgedehnte Körper, da diese aus Massenpunkten zusammengesetzt gedacht werden können.

## Formelmäßige Beschreibung
Ist {\displaystyle m_{s}} die Summe aller einzelnen Massen und {\displaystyle {\vec {F}}_{\mathrm {ges} }^{\mathrm {ext} }} die Vektorsumme der von außen auf die Massenpunkte wirkenden Kräfte, dann gilt für die Beschleunigung {\displaystyle {\vec {a}}_{s}} des Schwerpunktes das zweite newtonsche Gesetz:
{\displaystyle m_{s}\cdot {\vec {a}}_{s}={\vec {F}}_{\mathrm {ges} }^{\mathrm {ext} }}.
Das kann man sich so vorstellen, als ob die Gesamtmasse eines Systems im Schwerpunkt vereinigt wäre und alle äußeren Kräfte gemeinsam auf ihn einwirkten, unabhängig von ihren wirklichen Angriffspunkten. Die Bewegung des Schwerpunktes wird somit weder von inneren Kräften beeinflusst noch von äußeren Kräftepaaren (die Bewegung der einzelnen Punkte dagegen schon).
Wirken gar keine äußeren Kräfte, so wird das System als (mechanisch) abgeschlossen bezeichnet. Dann gilt:
{\displaystyle {\begin{alignedat}{3}&{\vec {F}}_{\mathrm {ges} }^{\mathrm {ext} }&&&&&=0\\&\Rightarrow m_{s}\cdot &&{\vec {a}}_{s}&&&=0\\&\Rightarrow &&{\vec {a}}_{s}&&&=0\end{alignedat}}}
und mit dem ersten newtonschen Gesetz folgt, dass sich der Schwerpunkt des Systems gleichförmig geradlinig bewegt, unabhängig davon, welche Kräfte die einzelnen zum System gehörenden Körper gegenseitig aufeinander ausüben. Der Schwerpunktsatz ist somit eine Verallgemeinerung des Trägheitssatzes (erstes newtonsches Axiom) auf mechanisch abgeschlossene Systeme von Punktmassen. Er ist dann äquivalent zum Impulserhaltungssatz.
Der Schwerpunkt bewegt sich auch dann gleichförmig geradlinig, wenn zwar äußere Kräfte wirken, diese sich aber gegenseitig aufheben, so dass die resultierende Gesamtkraft null ist.

## Beispiele
- Prallt auf einer ebenen Unterlage ein Körper elastisch auf einen anderen, gleich schweren Körper, der vorher ruhte, so bewegen sich danach beide so, dass ihr Schwerpunkt seine geradlinige Bewegung ohne Änderung fortsetzt (Impulserhaltung).
- Wenn auf einen ruhenden ausgedehnten Körper an verschiedenen Punkten Kräfte angreifen, deren Vektorsumme null ist, bleibt der Schwerpunkt des Körpers in Ruhe. Die Kräfte können jedoch ein Drehmoment ausüben und somit eine Drehbewegung verursachen.
- Ein Raumfahrzeug kann im Weltall nur durch das Rückstoßprinzip beschleunigen. Wenn eine Rakete vor dem Zünden der Triebwerke in einem bestimmten Bezugssystem ruhte, so verharrt der gemeinsame Schwerpunkt von Rückstoßmasse und Raketenmasse auch danach in Ruhe. Siehe Rückstoßantrieb.

## Herleitung
Werden die einzelnen Massepunkte des Systems durchnummeriert, so gilt für jeden Massepunkt {\displaystyle i} nach dem zweiten newtonschen Gesetz die Bewegungsgleichung
{\displaystyle m_{i}{\vec {a}}_{i}={\vec {F}}_{i}},
wobei {\displaystyle {\vec {F}}_{i}}die Summe aller Kräfte ist, die auf den Massepunkt wirken. Mit {\displaystyle {\vec {F}}_{i}^{\mathrm {ext} }}wird die äußere Kraft bezeichnet, die auf {\displaystyle i} wirkt. {\displaystyle {\vec {F}}_{ji}} bezeichnet die innere Kraft, die der Massepunkt {\displaystyle j\neq i} auf den Massepunkt {\displaystyle i} ausübt. Damit lässt sich die Bewegungsgleichung schreiben als
{\displaystyle m_{i}{\vec {a}}_{i}={\vec {F}}_{i}^{\mathrm {ext} }+\sum _{j\neq i}{\vec {F}}_{ji}}.
Summierung über alle Massepunkte liefert
{\displaystyle \sum _{i=1}m_{i}{\vec {a}}_{i}=\sum _{i=1}\left({\vec {F}}_{i}^{\mathrm {ext} }+\sum _{j\neq i}{\vec {F}}_{ji}\right)}.
Die linke Seite der Gleichung lässt sich schreiben als 
{\displaystyle \sum _{i}m_{i}{\vec {a}}_{i}=m_{s}{\vec {a}}_{s}}.
Diesen Zusammenhang erhält man direkt durch zweimaliges Ableiten nach der Zeit aus der Definitionsgleichung des Schwerpunkts {\displaystyle {\vec {r}}_{s}} eines Systems von Massepunkten:
{\displaystyle \sum _{i}m_{i}{\vec {r}}_{i}=m_{s}{\vec {r}}_{s}\quad \Longrightarrow \quad \sum _{i}m_{i}{\vec {v}}_{i}=m_{s}{\vec {v}}_{s}\quad \Longrightarrow \quad \sum _{i}m_{i}{\vec {a}}_{i}=m_{s}{\vec {a}}_{s}}
Die rechte Seite der Gleichung lässt sich umformen zu 
{\displaystyle \sum _{i}\left({\vec {F}}_{i}^{\mathrm {ext} }+\sum _{j\neq i}{\vec {F}}_{ji}\right)=\sum _{i}{\vec {F}}_{i}^{\mathrm {ext} }+\sum _{i}\sum _{j\neq i}{\vec {F}}_{ji}=\sum _{i}{\vec {F}}_{i}^{\mathrm {ext} }+\sum _{i,j:\,i\neq j}{\vec {F}}_{ji}=\sum _{i}{\vec {F}}_{i}^{\mathrm {ext} }}.
Dabei wurde im letzten Schritt benutzt, dass in der Doppelsumme über die inneren Kräfte zu jeder Kraft {\displaystyle {\vec {F}}_{ji}} auch die Gegenkraft {\displaystyle {\vec {F}}_{ij}} auftritt, was zusammen nach dem dritten Newtonschen Gesetz null ergibt.
Insgesamt ist also
{\displaystyle m_{s}{\vec {a}}_{s}=\sum _{i=1}^{n}{\vec {F}}_{i}^{\mathrm {ext} }}.